# Hôtel de préfecture de l'Aveyron
L'hôtel de préfecture de l'Aveyron, ou hôtel Le Normant d'Ayssènes, ou Lenormand d'Ayssènes, est un bâtiment situé à Rodez, en France. Il sert de préfecture au département de l'Aveyron.

## Localisation
La préfecture est située au centre-ville, place Charles-de-Gaulle.

## Historique
Cet hôtel particulier a été bâti dans la première moitié du XVIIIe siècle par François Le Normant d'Ayssènes, conseiller du roi et son receveur dans l'élection de Rodez. Il a été acheté vers 1823 par le département à Amans-Joseph-Henri de Séguret qui souhaitait y installer la préfecture qui se trouvait alors à l'évêché. Il abrite les services de la préfecture depuis 1825.
L'hôtel a été agrandi du côté est en 1829 par l'architecte du département Étienne-Joseph Boissonnade.
En 1982 un hémicycle a été construit sous les jardins pour recevoir l'assemblée départementale.
La préfecture est partiellement inscrite au titre des monuments historiques depuis le 23 juin 1947.